# Schalkendorf
Schalkendorf is een gemeente in het Franse departement Bas-Rhin (regio Grand Est) en telt 282 inwoners (1999). De plaats maakt deel uit van het arrondissement Saverne.

## Geografie
De oppervlakte van Schalkendorf bedraagt 5,2 km², de bevolkingsdichtheid is 54,2 inwoners per km².
De onderstaande kaart toont de ligging van Schalkendorf met de belangrijkste infrastructuur en aangrenzende gemeenten.

## Demografie
Onderstaande figuur toont het verloop van het inwonertal (bron: INSEE-tellingen).